# Aşgabat FK
Aşgabat FK (turkm. Aşgabat Futbol Kluby) – turkmeński klub piłkarski z siedzibą w stolicy kraju, Aszchabadzie.

## Historia
Drużyna piłkarska Aşgabat FK została założona w mieście Aszchabad w 2006.
W 2006 klub debiutował w I lidze Mistrzostw Turkmenistanu.

## Sukcesy
- Mistrzostwo Turkmenistanu (2 razy): 2007, 2008
- Finalista Pucharu Turkmenistanu (1 raz): 2011

## Znani piłkarze
- Baýramnyýaz Berdiýew
- Gurbangeldi Durdyýew
- Begençmuhammet Kulyýew